# Antoine Béghin
Antoine Béghin (Dinan, 31 de mayo de 1974) es un deportista francés que compitió en remo. Su hermano Laurent compitió en el mismo deporte.
Ganó dos medallas en el Campeonato Mundial de Remo, en los años 1995 y 1997. Participó en los Juegos Olímpicos de Sídney 2000, ocupando el séptimo lugar en la prueba de cuatro sin timonel.

## Palmarés internacional
| Campeonato Mundial | Campeonato Mundial     | Campeonato Mundial | Campeonato Mundial |
| Año                | Lugar                  | Medalla            | Prueba             |
| ------------------ | ---------------------- | ------------------ | ------------------ |
| 1995               | Tampere (Finlandia)    | Medalla de plata   | Dos con timonel    |
| 1997               | Aiguebelette (Francia) | Medalla de oro     | Cuatro con timonel |